# Unterreichenbach (Badenia-Wirtembergia)
Unterreichenbach – miejscowość i gmina w Niemczech, w kraju związkowym Badenia-Wirtembergia, w rejencji Karlsruhe, w regionie Nordschwarzwald, w powiecie Calw, wchodzi w skład wspólnoty administracyjnej Bad Liebenzell. Leży w północnym Schwarzwaldzie, nad rzeką Nagold, ok. 15 km na północ od Calw, przy drodze krajowej B463.